# Irciniidae
Irciniidae (Gray, 1867) è una famiglia di spugne della classe Demospongiae.

## Tassonomia
Comprende i seguenti generi:
- Ircinia (sin.= Dysidicinia, Euricinia, Filifera, Hircinella, Hircinia, Polytherses, Stematumenia)
- Psammocinia
- Sarcotragus (sin.= Bergquistia, Stenospongia)